# Balázs Vindics
Balázs Vindics (28 de marzo de 1994) es un deportista de Hungría que compite en atletismo. Ganó una medalla de oro en el Campeonato Europeo de Atletismo por Equipos de 2019, en la prueba de 800 m.